# Tommy Robinson (aktivista)
Tommy Robinson, vlastním jménem Stephen Christopher Yaxley-Lennon (* 27. listopadu 1982 Luton, Anglie), je britský protiislámský, pravicový či  krajně pravicový aktivista. Je autorem několika knih a dokumentů. Svými kritickými postoji a výroky se dostal do sporů například s (britskou) justicí, policií, politiky, médii, provozovateli sociálních sítí, společností zajišťující internetové platby, knihkupectvím, internetovou aukční síní, nevládními organizacemi, náboženskými spolky, fotbalovou federací, odbory či se stoupenci krajní levice, krajní pravice, islámského radikalismu, extremismu a terorismu.
V mládí (2004) vstoupil do Britské národní strany (BNP), kterou vzápětí opustil kvůli jejímu příklonu k rasismu. Veřejně známým se stal, když se v letech 2009–2013 podílel na vedení hnutí English Defence League (EDL), které organizovalo pouliční protesty proti islamistickému extremismu. Před uvalením vazby po návštěvě USA byl v roce 2012 několik měsíců jedním ze dvou místopředsedů okrajové British Freedom Party (BFP), tehdy vedené Paulem Westonem. Koncem roku 2015 se podílel na založení hnutí Pegida UK. Od února 2017 působil rok jako reportér a komentátor kanadského zpravodajského serveru Rebel Media. Od listopadu 2018 do května 2019 byl poradcem Gerarda Battena, v té době předsedy euroskeptické Strany nezávislosti Spojeného království (UKIP). V roce 2019 se jako nezávislý kandidát v květnových volbách neúspěšně ucházel o místo poslance do Evropského parlamentu za oblast severozápadní Anglie.
V minulosti se dopustil několika trestných činů a přestupků, za které byl britskou justicí potrestán. Byl uvězněn za nepřiměřenou obranu (2005), jednodenní vstup do USA na vypůjčený pas (2012–2013), hypoteční podvod (2013–2014) a pohrdání soudem (2018 a 2019). Několikrát porušil podmínky kauce. Dále byl usvědčen z úderu hlavou, pouliční bitky fotbalových fanoušků, protestu proti rozhodnutí FIFA a držení drog.
Napsal autobiografickou knihu Tommy Robinson: Nepřítel státu. Je spoluautorem výkladové knihy Mohamedův korán: Proč muslimové zabíjejí kvůli islámu. Realizoval řadu reportáží a dokumentární film Panodrama. Uvádí o sobě, že je novinářem, aktivistou a veřejnou osobou zastávající se zapomenutých občanů Spojeného království, dále pak, že je proti rasismu a antisemitismu.

## Život
Stephen Christopher Yaxley se narodil 27. listopadu 1982 v Lutonu v Anglii irským přistěhovalcům. Jeho matka, která pracovala v místní pekárně, se zanedlouho znovu provdala za Thomase Lennona, který pracoval u automobilového závodu společnosti Vauxhall v Lutonu a Stephena adoptoval. Po dokončení základního vzdělání nastoupil ke studiu letecké techniky na londýnském letišti v Lutonu: „Dostal jsem se do učení, kam se hlásilo 600 lidí a vybrali si čtyři“. Pětileté studium absolvoval v roce 2003, krátce pracoval na letišti, ale přišel o práci, když byl odsouzen za rvačku v opilosti a odseděl si 12 měsíců ve vězení. Později v Lutonu provozoval obchod se solárii.
Od roku 2009 používá přezdívku Tommy Robinson. Pseudonym převzal od prominentního člena skupiny fotbalových chuligánů shromážděných kolem lutonského fotbalového klubu. Tento původní Tommy Robinson napsal dvě knihy o svém 25letém působení mezi chuligány. Používal i jiné pseudonymy: Andrew McMaster, Paul Harris či Wayne King. V rozhovoru pro BBC k tomu uvedl, že falešné identity používal kvůli opakovanému ohrožení své osoby.
V roce 2011 se oženil a stal se otcem tří dětí; nejstarší je dcera, prostřední syn, nejmladší dcera.

## Občanské a politické aktivity
V roce 2004 hledal Steven Yaxley–Lennon někoho, kdo by se zabýval problémem sílícího islámského extremismu v UK, a tak vstoupil do politické strany BNP, tehdy vedené Nickem Griffinem. Vzápětí však ze strany odešel, což později komentoval slovy: „Nevěděl jsem, že Nick Griffin byl dříve v Národní frontě. Nevěděl jsem, že barevní nemohou vstoupit do organizace. Připojil jsem se, viděl jsem, o čem to bylo, nebylo to pro mě.“
V roce 2009 založil a do roku 2013 vedl a současně byl mluvčím pouličního protestního hnutí English Defence League (EDL). Od tohoto období používal jméno Tommy Robinson. EDL vystupovala například proti islámskému extremismu a terorismu. Počínaje květnem 2012 byl místopředsedou okrajové politické strany BFP (strana byla registrována od října 2010 do prosince 2012). Aktivitu ukončil v říjnu 2012, aby se mohl plně soustředit na pouliční protestní hnutí v rámci EDL. EDL opustil v roce 2013, neboť podle svých slov ztratil kontrolu nad sílícími krajně pravicovými extremistickými projevy.
Diskusní společnost Oxford Union podporující svobodu projevu pozvala Tommyho Robinsona na přednášku a diskusi. Akce se konala 26. listopadu 2014. Robinson nemohl mluvit o určitých otázkách v souvislosti s podmínkami propuštění na kauci; o původně plánovaném tématu Britský policejní stát měl přednášku až v dubnu 2017. Ve vystoupení kritizoval politiky, sdělovací prostředky a policii za to, že se nedokázali vypořádat s některými trestnými činnostmi kvůli strachu, že budou obviněni z rasismu, což později potvrdila například parlamentní zpráva Nezávislého šetření sexuálního zneužívání dětí v Rotherhamu za roky 1997–2013 od Alexis Jay (2015), ve které byl kvalifikovaný odhad počtu obětí 1400, a to jen v Rotherhamu a v uvedeném období; později byl počet obětí upřesněn na více než 1500. Robinson také řekl, že vězení ve Woodhill se stalo výcvikovým táborem ISIS a že radikálové řídí fungování vězeňských oddělení; jeho zkušenosti z vězení se později pokusil využít Gerard Batten, když jej jmenoval svým poradcem pro reformu věznic.
Po odchodu z EDL pokračoval Robinson jako aktivista. Na podzim roku 2015 navštívil Robinson Prahu. Na pozvání Martina Konvičky a Bloku proti islámu přijel na pražské shromáždění k výročí 17. listopadu. Koncem roku 2015 se podílel na organizaci hnutí Pegida UK, britské odnože protiislámského hnutí Pegida v Německu. V té době vedl hnutí Paul Weston spolu s Anne Marie Waters, Robinson působil jako poradce. 6. února 2016 proběhla koordinovaně v několika evropských městech řada shromáždění proti islamizaci. Pegida UK zorganizovala tichý protestní pochod v Birminghamu, po dohodě s policií mimo centrum města. Akce se zúčastnilo asi 200 osob.
Od února 2017 působil rok jako reportér a komentátor zpravodajského serveru Rebel Media. Archiv jeho videí ukazuje celou řadu komentářů týkajících se terorismu, imigrace, Labour Party, grooming gangů a jeho kritiků. Do února 2018 realizoval asi padesát reportáží, poté se osamostatnil a působil dál jako občanský aktivista a novinář.
V září 2018 Robinson vyjádřil přání vstoupit do Strany nezávislosti Spojeného království (UKIP). Dne 23. listopadu 2018 jmenoval předseda UKIP Gerard Batten Robinsona svým osobním poradcem. V reakci na to předchozí předseda UKIP Nigel Farage označil Robinsona za kriminálníka a řekl, že je hluboce zarmoucen tím, jakým směrem se UKIP vydala. Farage dále požadoval, aby Batten odstoupil z pozice předsedy UKIP. Protože se Robinson nakonec skutečně stal poradcem stranického předsedy Gerarda Battena, Nigel Farage stranu opustil Doslova k tomu uvedl, že je zděšen angažováním Tommy Robinsona a že tím Batten podkopal snahu udělat z UKIP nerasistickou a nexenofobní stranu. Toto Robinsonovo angažmá skončilo s plánovaným ukončením působení Battena v čele strany začátkem června roku 2019.
Dne 14. listopadu 2018 se měl Robinson na pozvání sedmi amerických zákonodárců zúčastnit schůzky pořádané organizací Middle East Forum zaměřené na diskusi o islámu. Nebylo mu však včas uděleno vízum. Za neudělení víza lobbovalo u amerického ministra zahraničí Mikea Pompea několik desítek britských poslanců.

### Rok 2019
V sobotu 23. února 2019 zorganizoval Robinson v Manchesteru manifestaci Panodrama s premiérovým promítáním stejnojmenného dokumentu. Na organizování manifestace protestující proti Panodramatu se podílely i odbory.
Po londýnské demonstraci (23. března 2019) požadující druhé referendum o brexitu bylo na pátek 29. března svoláno několik demonstrací. Vzhledem k odložení termínu brexitu byla manifestace UKIP nazvána Make Brexit Happen Rally (Umožněte Brexit).
Dne 5. dubna 2019 se pod záštitou poslance Milana Poura a senátorky Jitky Chalánkové měla v Praze na parlamentní půdě uskutečnit mezinárodní konference na téma „Rodina a její práva v 21. století“. Tommy Robinson do Prahy dorazil. Proti Robinsonovi se však ozvaly kritické hlasy, a konference byla nakonec zrušena. Podle anonymních informací Parlamentních listů se choval v Praze nevhodně, a údajně nezaplatil za své ubytování v hotelu.
Po odložení brexitu z 29. března 2019 přes 12. duben na 31. říjen téhož roku vyhlásilo Spojené království na 23. května 2019 volby do Evropského parlamentu (EP). Ve volebním obvodu Severozápadní Anglie se o místo poslance EP ucházeli kandidáti z devíti politických stran a dva nezávislí kandidáti, Mohammad Aslam a právě Tommy Robinson. Robinson hodlal reprezentovat pracující třídu v Anglii a prosadit platnost hranic, omezení přistěhovalectví, návrat národní suverenity i zachování národní identity proti islamifikaci.
Během květnové volební kampaně absolvoval Robinson na dvacet kontaktních setkání s voliči. V Limeside, jižní okrajové části Oldhamu, se předvolební shromáždění konalo 18. května 2019. Podle PA bylo napadeno skupinou lidí. Podle vyjádření policie byla skupina doprovozena k místu shromáždění policisty, kteří se snažili redukovat problémy už během cesty. Podle Tomáše Tengely–Evanse čítala 150 mladých muslimů. Útočníci, někteří maskovaní šátky a kuklami, se snažili házet cihly a vajíčka, údajně i lahve a nůžky. Policie bránila postupu násilníků na místo shromáždění. Zprávy o pobodání či výstřelech policie označila jako nesprávné, například v případě výstřelů se mohlo jednat o chybnou interpretaci zábavní pyrotechniky. O půl roku později, když policie začala hromadné zatýkání, k tomu Lizzie Dearden v The Independent napsala: „Násilí vypuklo poté, co se velká skupina mužů, která se nazývala Muslimská obranná liga (MDL), seběhla na událost v Oldhamu dne 18.  května. Příznivci uvedli, že chtějí protestovat proti Robinsonově volební kampani, ale záběry zveřejněné na sociálních médiích ukázaly, že mnozí členové skupiny mají zahalené hlavy a tváře. ‘Podívejte se na vojáky za námi,’ řekl jeden člen skupiny. ‘Jsme Pákistánci z Halifaxu, kteří přišli do Oldhamu, a děláme to za MDL.’ Policie zpočátku eskortovala demonstraci, ale násilí vypuklo poté, co dorazili k místu Robinsonova předvolebního shromáždění v parku v Limeside.“ Soudní jednání začalo 5. resp. 19. března 2020.
Ve volbách Robinson neuspěl; získal 38 908 hlasů (2,2 %). Ve vyjádření k výsledkům voleb poukázal na omezení ze strany sociálních sítí.

### Pozdější aktivity
V lednu 2020 byla Robinsonovi udělena Cena Sapfó organizace Free Press Society; cena se uděluje novinářům, kteří kombinují excelenci ve své práci s odvahou a odmítnutím kompromisu. Cenu převzal v Kodani v budově dánského parlamentu.
V únoru 2020 Robinson navštívil Rusko. V pátek 21.2. se v Moskvě zúčastnil tiskové konference deníku Komsomolskaja pravda a rozhovoru pro televizi RT. Následující den měl v Petrohradě na konferenci Libertariánské strany Ruska přednášku „Znásilnění Británie“ (The Rape of Britain).
Koncem února 2020 byla v UK zakládána Aliance pro svobodu projevu (Alliance for Free Speech). Na přípravě se podíleli například Carl Benjamin, Catherine Blaiklock, Tommy Robinson a mluvčí Peter Mcilvenna.
Tři muži středního věku se v neděli 1. března pohybovali v akvaparku pro rodiny (Center Parcs Woburn Forest). Jeden z nich uchopil v dětském brouzdališti za hýždi osmiletou dívku, později to popsal jako údajně neúmyslné. Otec dívky se snažil muži zabránit v odchodu z akvaparku do příjezdu policie, což považoval za legální, přičemž však tomu muži způsobil poranění nosu, na místě pak ošetřené. Po příjezdu policie byl otec, 37, z Bedfordu zadržen a obviněn z napadení. Druhý den ráno byl Tommy Robinson propuštěn na kauci; jednání bylo stanoveno na 2. duben. S informací přišel bulvární The Sun bez uvedení důvodu potyčky; řada britských médií tuto informaci převzala.
20. března 2020 v Paynes Parku ve městě Hitchin (Hertfordshire) došlo k incidentu, po němž byli zatčeni tři mladiství. V období pandemie jeden z nich zakašlal do tváře sedmdesátileté ženy. V následné šarvátce seniorka utrpěla modřinu pod okem. Kolemjdoucí třicátník, který se pokusil pomoci napadené, utrpěl rovněž oděrky na tváři, a dále mělo být napadeno jeho vozidlo. Identita tohoto „třicátníka” („a man in his 30s”) resp. „kolemjdoucího” („a passer–by”) byla známá. New Statesman se zamýšlel, proč média tuto identitu čtenářům zatajila. V závěru této úvahy bylo sdělení „Nelze popřít, že autocenzura je rysem dnešních médií”. Na podporu tohoto tvrzení New Statesman později článek smazal.
V městečku Barrow se koncem května seběhly dvě události. Jedna dívka byla zatčena pro porušení podmínek kauce a jiná dívka zveřejnila fotky ukazující různá poranění svého těla. To vyvolalo reakci místních i třeba bývalé vyšetřovatelky Maggie Oliverové. Policejní důstojník uvedl, že ve městě neoperují „asijské gangy“.. Stovky obyvatel městečka dali průchod svému rozhořčení; v sobotu 23. května, s ohledem na restrikce kvůli pandemii, protestovali vytvořením automobilové kolony s blikajícími světly a houkajícími klaksony. Starosta městečka vyzval obyvatele ke klidu. Robinson považoval zprávy v médiích za nejasné a vydal se následující pondělí, i se členy svého štábu, natočit reportáž z dalšího protestu na místě. Při další návštěvě natočil rozhovor s majitelem místního rychlého občerstvení. Při třetí návštěvě, 4. června, byl tříčlenný štáb zadržen a dokumentační materiál zabaven. Posléze byl zadržen i Robinson, kterému předtím naprskal nebo naplival do tváře mladík na kole, na což Robinson, v období koronaviru, měl zareagovat úderem do tváře. Robinson byl obviněn z napadení a propuštěn na kauci.
Při protestech BLM v Londýně během prvního červnového víkendu roku 2020 poškodili demonstranti například sochu Winstona Churchilla na Parliament Square a zranili 49 příslušníků policie. Po celé zemi se konalo asi 200 akcí, během kterých bylo zadrženo 135 protestujících. K ochraně soch a válečných památníků vyzval i Tommy Robinson. Před následujícím víkendem byly sochy a památníky obedněny.
1. listopadu 2020 byl zadržen v Hyde Parku, když chtěl vyjádřit podporu aktivistce Hatun Tash.

### On-line účty a služby
Od roku 2017 začal Robinson přesouvat některé aktivity do on–line prostoru, ať už se jednalo o komentáře na sociálních sítích, reportáže, platby nebo o nabídku zboží. Na sociálních sítích se mu povedlo vybudovat dosah na poměrně početnou komunitu. Od roku 2018 však probíhala soustředěná kampaň od nátlakových levicových skupin i politiků, která vedla k sérii omezení či přímo zákazů; týkalo se to zejména těchto společností či platforem: Twitter, Facebook, PayPal, YouTube, Snapchat, Instagram, Amazon, eBay, TikTok. Facebook, poté co zrušil Robinsonovi účet, začal dočasně či permanentně rušit i účty vyjadřující mu podporu, později i takové vyjadřující se o něm kriticky, a nakonec i účty, které napsaly pouhé jméno.
Po několika dočasných zákazech byl 28. března 2018 Robinsonův účet na Twitteru zrušen permanentně kvůli porušení pravidel o „nenávistném chování“. V té době účet sledovalo cca 413 000 uživatelů.
7. srpna 2018 (týden po propuštění z vězení) mu byl smazán účet na Instagramu (toho dne přišla o účet řada dalších osob, mezi nimi například Alex Jones), nicméně mluvčí společnosti následujícího dne uvedl, že se tak stalo omylem, a účet byl znovu aktivován.
V listopadu 2018 oznámila společnost PayPal zajišťující internetové platby, že nebude britskému aktivistovi Tommy Robinsonovi zprostředkovávat platby. Petice s tisíci podpisy vyzývala finanční společnosti, aby přerušily své vztahy s ním. Společnost uvedla, že se ke konkrétním zákazníkům vyjadřovat nemůže; v obecné rovině prohlásila, že účty pravidelně posuzuje, aby se ujistila, že dodržují daná pravidla, a uzavírá ty účty, které pravidla poruší. Tommy Robinson reagoval prohlášením, že se jim jen nelíbí jeho názor a chtějí jej umlčet.
V lednu 2019 oznámila společnost Google, že odstranila reklamy z Robinsonova účtu na YouTube z důvodu porušení pravidel, čímž zrušila příjmy z tohoto plynoucí.
Do 24 hodin od zveřejnění dokumentu Panodrama na Facebooku byl 26. února 2019 účet Tommyho Robinsona zrušen. V té době účet sledovalo asi 1 100 000 uživatelů.
Knihkupectví Amazon po téměř dvou letech prodeje stáhlo z nabídky internetového obchodu knihu Mohamedův korán. Jiné knihy Tommyho Robinsona ponechalo v nabídce.
Dne 6. března 2019 byl spuštěn internetový deník TR News (TR News – Independent Unreported News from around the World).
Dne 2. dubna 2019 přikročila společnost Google provozující platformu YouTube k významnému omezení Robinsonova kanálu. Stalo se tak po měsíčním zvažování, po konzultacích se třetími stranami a po nátlaku například ze strany poslanců britského parlamentu.
Dne 5. dubna 2019 zrušil Snapchat účet trcensored1682 založený 27. března 2019. V reakci na to založil téhož dne Robinsonův tým na platformě Telegram (údajně vlastněné dvěma ruskými podnikateli) skupinu, která měla přes noc získat až přes 5 000 členů.
Twitter v pátek 26. dubna 2019 uvedl, že pozastavil dva účty zřízené pro volební kampaň do Evropského parlamentu, a to účet podporující nezávislého kandidáta Tommyho Robinsona a účet podporující Carla Benjamina kandidujícího za UKIP. Tento krok zdůvodnila společnost údajným porušením podmínek služby, ačkoli Twitter a Facebook obvykle nechávají účty a příspěvky od politických osobností, i když porušují pokyny pro komunitu.
Minimálně od 16. července 2019, ne-li dříve, začala společnost Facebook blokovat použití slovního spojení „Tommy Robinson“ v jakémkoliv příspěvku. Dočasně nebo i trvale zablokovány byly i některé české účty. Toto však začalo již dříve, po zveřejnění #Panadrama na FB účtu aktivisty 25. února 2019, respektive po zrušení tohoto účtu následujícího dne. Pocítila to např. česko-ruská švédsky publikující spisovatelka Katerina Janouch nebo česká lovkyně Michaela Fialová. Podobně jako začátkem roku to i v létě roku 2019 vyvolalo obecnější debatu. A zmírnění počtu blokací . Norská televize v září informovala o tom, že Facebook postihuje stejným způsobem i dánské uživatele. V rozhovoru pro norskou televizní stanici DR2 přiznal Peter Münster, šéf nordické komunikace Facebooku, že společnost nikdy nepředložila screenshoty problematických příspěvků týkajících se Robinsona, a dokonce je nemůže ani vytvořit. Server Gates of Vienna zveřejnil anglický překlad tohoto rozhovoru novinářky Lotte Folke s Münsterem. Server dále uvádí, že rozhovor s mluvčím Facebooku byl okamžitě po zveřejnění na facebookové stránce norské televizní stanice DR2 Facebookem stažen; obnoven byl až po důrazném protestu stanice na chování Facebooku.
Různé položky včetně triček s obrázkem Robinsona stáhla společnost eBay z nabídky v září 2019, zatímco Amazon takové zboží v nabídce ponechal, stejně tak jako jeho autobiografii a další knihy o něm, včetně jedné s názvem Tommy Robinson a blížící se občanská válka (Tommy Robinson and the Coming Civil War). Naproti tomu zůstávala na eBay kniha Mohamedův korán, kterou Amazon stáhnul již o šest měsíců dříve.
Avi Yemini, reportér deníku TR.News a Robinsonův oficiální mluvčí během aktivistova uvěznění v HMP Bemarsh, byl v září 2019 zablokován na Twitteru. Po třech dnech Yemini oznámil, že jeho účet byl reaktivován. Za reaktivování jeho účtu probíhala kampaň #FreeAvi.
Na sociálních sítích měl v roce 2018 hashtag #FreeTommy téměř dva miliony zmínek, v roce 2019 to bylo méně než 22 tisíc. Ve stejném časovém období se globální vyhledávání jeho jména na Google snížilo 10krát. Průměrné zhlédnutí videí na YouTube se na jaře 2019 snížilo 8krát.
V souvislosti s udělením Ceny Sapfó začátkem roku 2020 došlo k dalšímu blokování účtů zmiňujících jméno Tommy Robinson. Po vlně kritiky umožnil Facebook 179 poslancům dánského parlamentu jméno Robinsona v příspěvcích používat. Facebook nedokládal své tvrzení, že Robinson vyzýval k dekapitaci muslimů, jak přiznal mluvčí Peter Münster.
Od 9. března začal zveřejňovat videa též na serveru banned.video. Koncem března roku 2020 založil účet na síti TikTok se slovy „Zakázán na všech západních sociálních sítích, zkusme Číňany“. Kampaň muslimského poslance Afzala Khana a levicových aktivistů vedla k  uzavření účtu.
Krátce nato, 25. dubna, začal Robinson využívat sociální síť VKontaktě, ruskou obdobu Facebooku.
23. června 2020, po zrušení účtu Katie Hopkins na Twitteru, se Robinson připojil do sociální sítě Parler.
V listopadu 2023 byl na platformě X obnoven původní uživatelský účet Tommy Robinsona z Twitteru.

## Soudní případy
Opakovaně se dostal do konfliktu se zákonem.
V roce 2005 například v opilosti napadl policejního důstojníka mimo službu. Byl odsouzen na 12 měsíců odnětí svobody.
V roce 2011 byl odsouzen jako vůdce fotbalových chuligánů, kdy byl usvědčen z domlouvání pouličních bitek mezi chuligány. The Guardian popisuje, že během bitky byla použita pyrotechnika, lahve či byly ničeny zaparkované automobily.
V září 2011 byl usvědčen z napadení, kdy na demonstraci v Blackburnu uhodil hlavou nacistického sympatizanta, který jej nařknul z údajného spolčení s policií a který nechtěl opustit demonstraci EDL.
Dne 8. listopadu 2011 protestoval pravicový aktivista spolu s Kevinem Carrollem na střeše sídla FIFA v Curychu proti rozhodnutí, že anglický národní fotbalový tým nesmí nosit na svých košilích symbol květu máku, připomínku veteránů Světové války. FIFA byla donucena rozhodnutí zrušit. Za tento protest byl Robinson po třídenním vězení (asi do 11. listopadu) potrestán pokutou 2300 liber (plus soudní výlohy 700 liber). Odlišnou formu protestu zvolil například princ William nebo David Cameron.
V říjnu 2012 byl zatčen a obviněn z předchozího (září 2012) nezákonného vstupu do Spojených států. Robinson si vypůjčil od svého přítele cestovní pas na jméno Andrew McMaster. USA opustil hned další den s vlastním pasem na jméno Paul Harris a vrátil se zpátky do Velké Británie. V lednu 2013 byl odsouzen na 10 měsíců odnětí svobody. Nedlouho poté, 22. února 2013, byl propuštěn s elektronickým náramkem. Dle BBC zazněla během soudního přelíčení informace o tom, že Robinson byl již dříve vězněn za napadení, a také usvědčen z nedovoleného držení drog a rušení veřejného pořádku.
V listopadu 2013 byl Robinson spolu s pěti dalšími obžalován z podvodu, kterého se měl dopustit tím, že v souvislosti s žádostmi o hypotéku podal nepravdivé údaje o příjmech. V lednu 2014 byl odsouzen na 18 měsíců do vězení. Robinson svým jednáním získal v roce 2009 na šest měsíců půjčku ve výší 160 000 liber.
V sobotu 27. srpna 2016 navštívil Robinson se dvěma přáteli a pěti dětmi fotbalový zápas v Cambridge. Navečer pak byli muži policií pod pohrůžkou uvěznění vykázáni z hostince i z města; celá skupinka byla policií sledována na cestě k vlakovému nádraží. Zasahující policista uvedl, že jednal na základě informace, že jde o fanouška, který asi mohl působit potíže; naproti tomu Robinsonova zástupkyně uvedla, že nic nenaznačovalo, že by se Robinson, obutý v žabkách, mohl zúčastnit nějakého nepokoje.
Robinson podal na policii žalobu pro obtěžování, diskriminaci, porušení občanských práv a ponižování. 15. března 2019 rozhodla po čtyřdenním jednání soudkyně v Peterborough, že policie jednala v mezích zákona, jeho žalobu zamítla a nařídila mu zaplatit 20 tisíc liber protistraně.
Roku 2017 byl odsouzen za pohrdání soudem, když porušil britský zákon tím, že se pokoušel se natáčet aktéry soudního přelíčení v případu hromadného znásilnění 16leté dívky čtyřmi muslimskými pachateli. Byl potrestán podmíněným odnětím svobody na tři měsíce s odkladem na zkušební dobu 18 měsíců.
12. března 2020 začalo šestidenní soudní přelíčení ve věci mladíka syrského původu Jamala Hijaziho, který se v listopadu 2018 stal obětí útoku na školním dvoře v Almondbury v Huddersfieldu. Robinson tehdy na Facebooku zveřejnil komentáře a dvě videa, které žaloba považuje za urážku. Robinsonův advokát uvedl, že případ má rysy ústního svědectví jednoho svědka proti druhému, kdy útok na Hijaziho měl být odvetou za dřívější napadení jiného školáka, což Hijazi popírá.

### Případ Leeds 2018
Dne 25. května 2018 byl Robinson zatčen a během pěti hodin odsouzen i uvězněn na 13 měsíců za hodinové živé vysílání z ulice před soudem v Leedsu. Po 68 dnech byl propuštěn na kauci, když odvolací soud 1. srpna rozsudek zrušil pro zásadní pochybení a nařídil nové jednání. Po 84 dnech byla 23. října kauce zrušena, případ prohlášen za komplikovaný a postoupen generálnímu prokurátorovi. Ten po 135 dnech vznesl nové obvinění, nařídil slyšení na 22. března 2019; později odložené nejdříve na 3. květen, následně na 14. květen, kdy byl stanoven termín plného projednání na 4. červenec 2019. Po dvoudenním procesu byl v pátek usvědčen z (podle názvu) pohrdání soudem. V následujícím týdnu mu byl vyměřen trest odnětí svobody ve výši šesti měsíců a znovu aktivován předchozí podmíněný tříměsíční trest, a to nesouběžně.
V pátek 25. května 2018 během živě vysílaného komentovaného videopřenosu na ulici před soudní budovou v Leedsu, ve které mělo probíhat rozhodování poroty v rámci soudního přelíčení s druhou ze tří skupin z (prvního) gangu z Huddersfieldu (obžalovaného ze zneužívání a obchodu s bílým masem), který se dostal před soud právě díky Robinsonovi, a to po mnoha letech, kdy britská justice nejednala, byl Tommy Robinson protiprávně zatčen za výtržnost, jíž se nedopustil, obviněn z pohrdání soudem a odsouzen ke 13 měsícům odnětí svobody nepodmíněně, neboť byl v podmínce a svým videopřenosem porušil nařízení soudu o zákazu reportování o přelíčení. Tím prý ohrozil soudní řízení a hrozilo, že pachatelé skončí na svobodě, případně že bude nutné soud vést znovu od začátku.
V polovině června 2018 byl Robinson převezen z věznice v Hullu do věznice v Onley poblíž Leicesteru v regionu East Midlands. Muslimská populace v HMP Hull byla asi 7,4 %, v HMP Onley asi 30,4 %; průměrná muslimská populace ve věznicích v Anglii a Walesu byla asi 16 %.
Odvolací soud rozsudek zrušil, přičemž v písemném provedení rozsudku , vyhlášeném 1. srpna 2018, soudce Lord Burnett, předseda tříčlenného senátu, dle BBC uvedl: „Jsme přesvědčeni, že nález pohrdání vyřčený v Leedsu po zásadně chybném procesu (při kterém, a to jsme si vědomi, byly obtížné a neobvyklé okolnosti) nemůže obstát.“. Generální prokurátor Geoffrey Cox znovu obvinil Robinsona z (podle názvu) pohrdání soudem.
V březnu roku 2019 se generální prokurátor Geoffrey Cox rozhodl, že je ve veřejném zájmu podat další žalobu proti Robinsonovi. Odsouzení z 25. května 2018 bylo zrušeno odvolacím soudem v srpnu roku 2018 pro zásadní pochybení. Robinson byl propuštěn na kauci do doby, než bude zahájeno nové řízení. Ale soudce Nicholas Hilliard v nařízeném líčení v říjnu 2018 kauci zrušil a postoupil případ generálnímu prokurátorovi k dalšímu vyšetřování. Ten se po dalších pěti měsících rozhodl vznést nové obvinění proti Robinsonovi. Generální prokurátor řekl o jeho činu: „Po pečlivém zvážení podrobností tohoto případu jsem dospěl k závěru, že existují silné důvody k novému soudnímu řízení proti Stephenu Yaxleyi-Lennonovi.“ První slyšení v tomto obnoveném případu se mělo konat u High Court v Londýně dne 22. března 2019. Robinson reagoval tím, že tento nový postup generálního prokurátora je součástí „probíhajícího státního pronásledování novináře [Robinsona], který ukazuje na vládu a establishment Velké Británie a na všechno, co dělají špatně“. Robinson mohl být pokutován nebo znovu omezen na svobodě, pokud by v tomto novém procesu byl usvědčen z přestupku opovrhování soudem.
Zmíněné silné důvody k novému soudnímu řízení byly zváženy a akceptovány 14. května a bylo nařízeno plné jednání na Den nezávislosti 2019.
Po dvoudenním procesu dvoučlenný soudní senát seznal 5. července Tommyho Robinsona vinným z pohrdání soudem ve třech bodech obžaloby. A to, za prvé, porušením nařízení o omezení zpravodajství; za druhé, živým přenosem videa z ulice před vchodem do soudní budovy, přičemž obsah videa měl současně vést ke značnému riziku, že by byl v tomto případě vážně narušen průběh spravedlnosti; a za třetí, agresivní konfrontací a natáčením některých obžalovaných přicházejících k soudní budově, čímž měl přímo zasahovat do průběhu spravedlnosti.
Výše trestu byla stanovena 11. července, a to na 6 měsíců (plus aktivace předchozí tříměsíční podmínky), což při bezprostředním nástupu znamenalo další pobyt ve vězení po dobu maximálně asi devět a půl týdne. Byl propuštěn 13. září.

## Dílo
Tommy Robinson napsal autobiografickou knihu Nepřítel státu (Tommy Robinson Enemy of the State, 2015). Dále je spoluautorem výkladové knihy Mohamedův korán (Mohammed's Koran: Why Muslims Kill For Islam, 2017); druhým autorem je Peter McLoughlin, který napsal rovněž knihu Snadné maso (Easy Meat: Inside Britain's Grooming Gang Scandal, 2016). V únoru 2019 realizoval dokument Panodrama. V létě téhož roku přispěl do sborníku CENZUROVÁNO: Jak se Západ stal Sovětským Ruskem (CENSORED: How The West Became Soviet Russia). Koncem roku 2019 Robinson oznámil blížící se vydání dalšího dokumentu, s názvem Shalom, který pojednává o životě a smrti jednoho židovského obyvatele Londýna.

### Knihy
Nepřítel státu je autobiografický příběh Tommyho Robinsona. Z vlastních konfliktů se zákonem obviňuje britský státní aparát a temné muslimské podsvětí, které prý ovládá anglické věznice. Vydání českého překladu knihy se připravuje.
Mohamedův korán hledá odpověď na otázku, proč prý většina teroristů na Západě pochází z malého procenta muslimské populace. Kniha tvrdí, že islám je náboženstvím války a dobývání a že přesně takto byl na Západě vnímán až do útoků 11. září 2001. Dále tvrdí, že džihád je od začátku základním prvkem vedoucím k úspěchu islámu. Snaží se dokázat, že tvrzení „islám je náboženstvím míru“ je lež, odmítající uznat údajně nekončící zabíjení káfirů muslimy. Bestseller byl po téměř dvou letech úspěšného prodeje stažen z nabídky internetového obchodu.
V červnu 2019 vyšla kniha CENSORED: How The West Became Soviet Russia (CENZUROVÁNO: Jak se Západ stal Sovětským Ruskem) Podle nakladatelství a knihkupectví je kniha je sbírkou úvah od členů online pravice, kteří se dostávají k jádru omezení na sociálních sítích. Obsahuje osobní pohled na opatření, která sociální média podniknou, aby vyloučila nepohodlné jedince. Autoři zkoumají příčiny a důsledky cenzury konzervativních názorů. Zpochybňují argument, že na platformy sociálních médií se nevztahuje První dodatek. Dívají se na to, jakou podobu dostane právo v online prostoru. Robinson je autorem páté části, s kapitolami 26–29: Navrácení moci, Boj za demokracii, Je to Vláda a Všichni budeme vymazáni. Dalšími autory jsou Laura Loomerová, Alex Jones, Gavin McInnes, a Paul Joseph Watson.

### DokumentPanodrama
V únoru 2019 Robinson natočil hodinový videodokument Panodrama, kterým reagoval na chystaný díl investigativního pořadu BBC Panorama věnovaný právě Tommymu Robinsonovi. Podle vlastního tvrzení ve filmu odhalil manipulativní praktiky britské veřejnoprávní televize BBC, jejichž cílem mělo být zdiskreditovat a zničit nepohodlné jedince, a vyobrazil, jak se údajně příslušníci společenských elit dívají spatra na „lidi pracující rukama“. Součástí filmu je záznam rozhovoru Lucy Brownové, bývalé spolupracovnice Tommyho Robinsona, s Johnem Sweeneym, reportérem pořadu Panorama, který Brownová nahrála na skrytou kameru. Sweeney se s Brownovou snažil domluvit na tom, co má v pořadu říkat, a sděloval jí, jak prý BBC Tommyho Robinsona zdiskredituje upravením nahrávky. Dokument dále ukazuje, jak se údajně BBC nenamáhá ověřovat si získané informace. Ke konci dokumentu vyzval Robinson veřejnost k rušení televizní licence.
Reakcí BBC bylo odmítnutí kritiky a omluva za individuální pochybení redaktora: „BBC Panorama vyšetřuje Tommyho Robinsona […]. BBC rozhodně odmítá, že by naše žurnalistika byla falešná nebo předpojatá. Jakýkoli program, který vysíláme, dodržuje přísné redakční pokyny BBC. Některé zveřejněné nahrávky byly zaznamenány bez našeho vědomí. John Sweeney učinil některé útočné a nevhodné [blíže neupřesněné] poznámky, za které se omlouvá. Příprava investigativního pořadu BBC Panorama bude pokračovat.“ O půl roku později nicméně BBC odmítla potvrdit, zda bude díl o Robinsonovi vůbec vysílán.
Koncem zimy publikoval Deník N analýzu Jana Moláčka, která obsahuje překlad vybraných částí filmu a doplňuje některé souvislosti, které pro českého čtenáře nebyly zřejmé; autor analýzy usoudil, že „dokument usvědčil z manipulace jen svého autora“. Nejmenovaný zdroj však v létě pro Daily Mail uvedl, že si BBC tímto sama naběhla; chtěla prozkoumat Tommyho Robinsona, avšak otevřela tím otázky ohledně novináře [Sweeneyho] pracujícího takovýmto způsobem, otázky na které je třeba odpovědět. Jedna z odpovědí přišla začátkem podzimu, kdy Sweeney odešel po 17 letech z BBC s lítostí, že díl Panorama o Robinsonovi vysílán nebyl. Sweeney k odchodu také uvedl, že při setkání s kameramankou Lucy Brownovou zaplatil za všechno pití, což poněkud neodpovídá jeho slovům v Panodramatu, že platbu za alkohol dá do nákladů [BBC].
Britská média citovala z Robinsonova uvedení premiéry:
„Důkaz o zkorumpovanosti médií je v tom, že ani jeden jediný novinář v Británii nepodal zprávu o Panodramatu.“